# Conferències monetàries internacionals
Les conferències monetàries internacionals van ser una sèrie de trobades entre representants de diversos estats celebrades a la segona meitat del segle xix. Es van dur a terme per arribar a acords sobre assumptes relacionats amb les relacions internacionals entre els diferents sistemes monetaris del món.

## Antecedents
Les conferències van ser la manifestació d'una tendència decidida a aconseguir reformes per mitjà d'accions internacionals concertades. L'estat desorganitzat de les monedes europees, que es va tornar més greu a conseqüència de la gran expansió del comerç i la indústria, es va anar fent cada cop més evident a través dels grans descobriments de mines d'or i el seu efecte sobre el preu relatiu dels dos metalls preciosos de l'or i la plata. Tant per la seva situació com pel seu sistema monetari, França va ser l'estat que va començar a proposar la creació d'una unió monetària, en la qual les idees i les influències franceses serien predominants. Un pas preliminar va ser la formació de la Unió Monetària Llatina, on es van unificar les monedes de França, Itàlia, Bèlgica i Suïssa, pel que feia a les monedes d'or i de plata.

## Primera conferència
La primera conferència monetària internacional va tenir lloc a París el 1867. L'Exposició Universal d'aquell any a la capital francesa va proporcionar l'ocasió de convocar la conferència, a la qual van enviar representants els principals estats del món. L'esperit orientador d'aquesta trobada va ser l'estadista francès Félix Esquirou de Parieu, que havia donat origen a la Unió Monetària Llatina. Mitjançant el seu assessorament es va aprovar un esquema que recomanava l'adopció d'un patró or únic, la decimalització de les monedes i la coordinació de les diferents monedes nacionals amb el sistema monetari francès.
A la conferència s'hi va parlar de les dificultats sobre la manera de posar en pràctica aquests principis i es va donar llibertat total als diversos estats participants per dur a terme les propostes de la forma que millor els semblés. El resultat va demostrar que els obstacles eren insuperables: per exemple, el Govern britànic no va poder obtenir el consentiment de la respectiva Comissió Reial perquè el sobirà adoptés un canvi fix respecte a la peça de 25 francs. D'altra banda, el curs dels esdeveniments polítics no va trigar a alterar completament la posició relativa dels països capdavanters, fins i tot en les seves relacions monetàries. Així doncs, quan Alemanya i els Estats Units van reformar les seves monedes, ho van fer sense tenir en compte les consideracions discutides a la conferència internacional.

## Segona conferència
La segona conferència es va dur a terme el 1878, també a París. Una gran caiguda del preu relatiu de la plata respecte a l'or, que s'estava produint des del 1873, havia afectat les relacions dels països que feien servir aquest metall com a part del seu sistema monetari i havia alterat el nivell de preus. Els interessos de l'administració britànica de l'Índia així com els dels productors d'argent dels Estats Units van patir fortes turbulències, mentre que la gestió dels sistemes que utilitzaven els dos tipus de monedes (or i plata) es va convertir en una tasca de dificultat creixent. El govern dels Estats Units va convidar els representants de les potències principals a reunir-se a París amb l'objectiu de considerar la conveniència de conservar l'ús il·limitat de la plata per als sistemes monetaris i l'adopció del bimetal·lisme internacional, amb l'objectiu d'aconseguir l'acceptació d'una relació acordada per tothom.
Hi van enviar delegats onze estats, i l'única gran potència que no hi estava representada era Alemanya. Després d'una discussió que es va allargar en el temps i la presentació d'una gran quantitat de documentació, els estats europeus van acceptar la proposta dels Estats Units que calia mantenir al món les funcions monetàries de la plata, però no es va arribar a cap acord sobre vincular els diferents estats en particular a l'hora dels mètodes que calia utilitzar. A més, van declarar que era impossible consensuar una relació comuna. La conferència, per tant, es va donar per acabada sense obtenir-ne cap resultat pràctic.

## Tercera conferència
A París s'hi va tornar a reunir una tercera conferència el 1881. Com a conseqüència de la caiguda contínua del valor de la plata, aquesta conferència va ser convocada per l'acció conjunta de França i els Estats Units. Inicialment va demostrar una més gran influència que la segona conferència, ja que Alemanya hi va enviar representants, igual que Espanya, Portugal, Dinamarca i l'Índia britànica. La característica principal de la conferència va ser la major força del suport donat a la proposta bimetàl·lica de França i els Estats Units, juntament amb l'oposició dels delegats dels estats europeus més petits, i la negativa d'Alemanya a prometre qualsevol mena de cooperació. La conseqüència inevitable d'aquesta situació va ser l'ajornament de la conferència fins a obtenir noves instruccions per part dels representants internacionals, que, no obstant això, no van arribar a produir-se.

## Quarta conferència
Després de diversos intents fallits, la quarta (i última) conferència monetària d'aquesta mena es va reunir a Brussel·les el novembre de 1892 per iniciativa dels Estats Units. Hi va assistir una gran representació de les diverses potències mundials, però la conferència es va anar retardant per l'absència de propostes definides per part del govern dels Estats Units. Finalment, quan se'n van presentar les propostes, es va poder comprovar que només eren una reafirmació de la política bimetàl·lica, i no es va produir cap avenç. La conferència, per tant, va procedir a considerar els plans de Moritz Levy, el baró de Rothschild i Adolf Soetbeer per estendre l'ús de la plata. Aquestes propostes alternatives no van aconseguir cap suport eficaç. La crida a Anglaterra i Alemanya perquè fessin algunes concessions també va fracassar. Així doncs, igual que havia passat amb les seves precursores de París, la conferència de Brussel·les es va ajornar, però no se'n van reprendre mai més les sessions.
Després del 1892, els problemes monetaris van passar a una nova etapa en què es va actuar més a nivell nacional que no internacional. El mètode de procedir a través de conferències internacionals es va abandonar durant un temps.